# NIROSETI

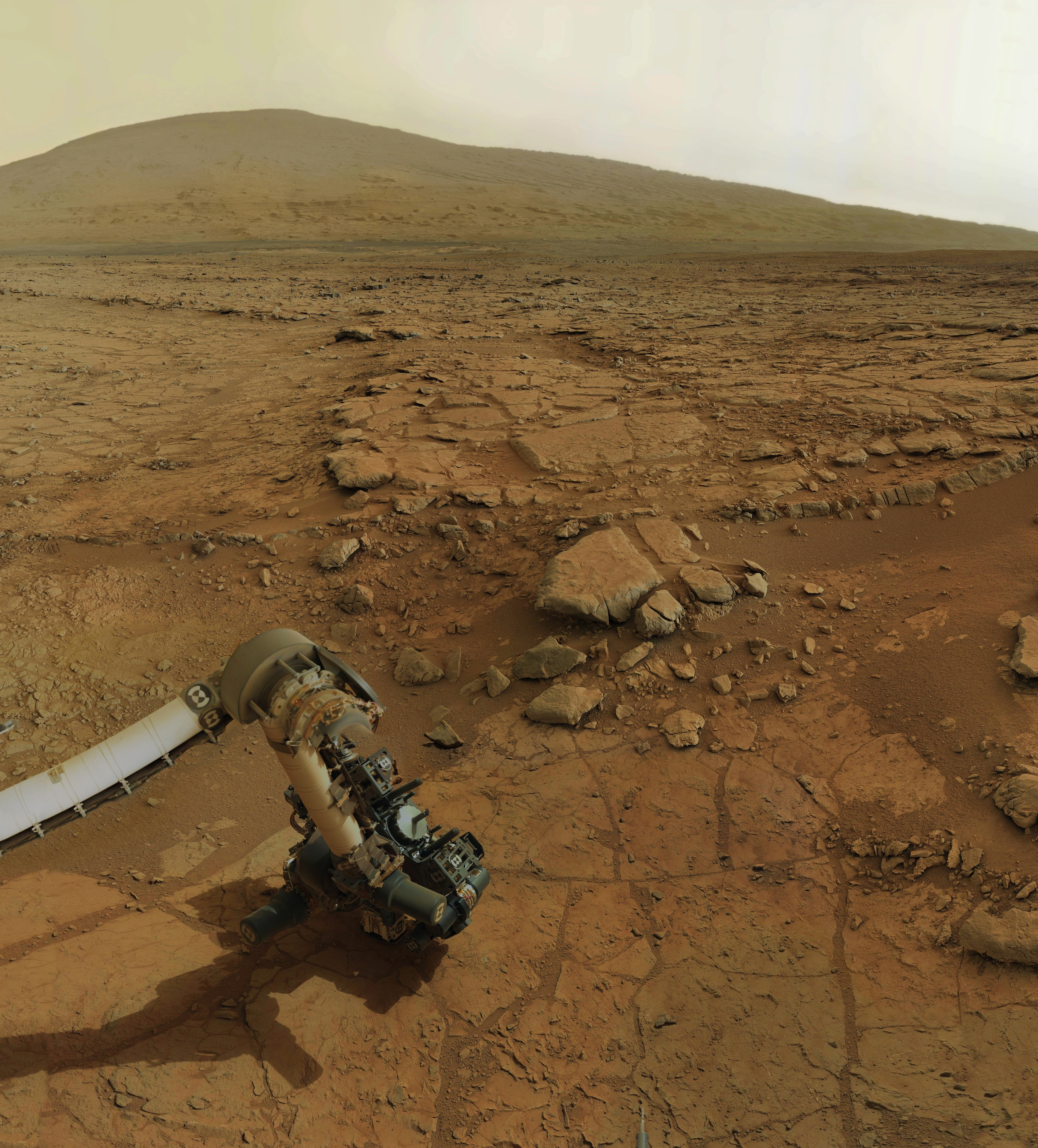
Ansicht des Mars-Rover Curiositys Roboterarm mit Bohrer an Ort und Stelle. Im Hintergrund die Yellowknife Bay und der Mount Sharp.

NIROSETI (Near-InfraRed Optical Search for Extraterrestrial Intelligence, deutsch Optische Nah-Infrarot-Suche nach extraterrestrischer Intelligenz) ist ein astronomisches Programm zur Suche nach künstlichen Signalen in den optischen (sichtbaren) und nah-infraroten (NIR) Wellenbereichen des elektromagnetischen Spektrums. Es ist das erste dedizierte Nahinfrarot-SETI-Experiment.
Das Instrument wurde von einer Zusammenarbeit von Wissenschaftlern der University of California, San Diego, dem Berkeley SETI Research Center an der University of California, Berkeley, der University of Toronto und dem SETI-Institut entwickelt. Es nutzt das Anna-Nickel-1-m-Teleskop am Lick-Observatorium, das sich auf dem Gipfel des Mount Hamilton östlich von San Jose, Kalifornien, USA, befindet. Das Instrument wurde am 15. März 2015 in Betrieb genommen (sah sein erstes Licht) und kam in mehr als 150 Nächten zum Einsatz.

## Überblick

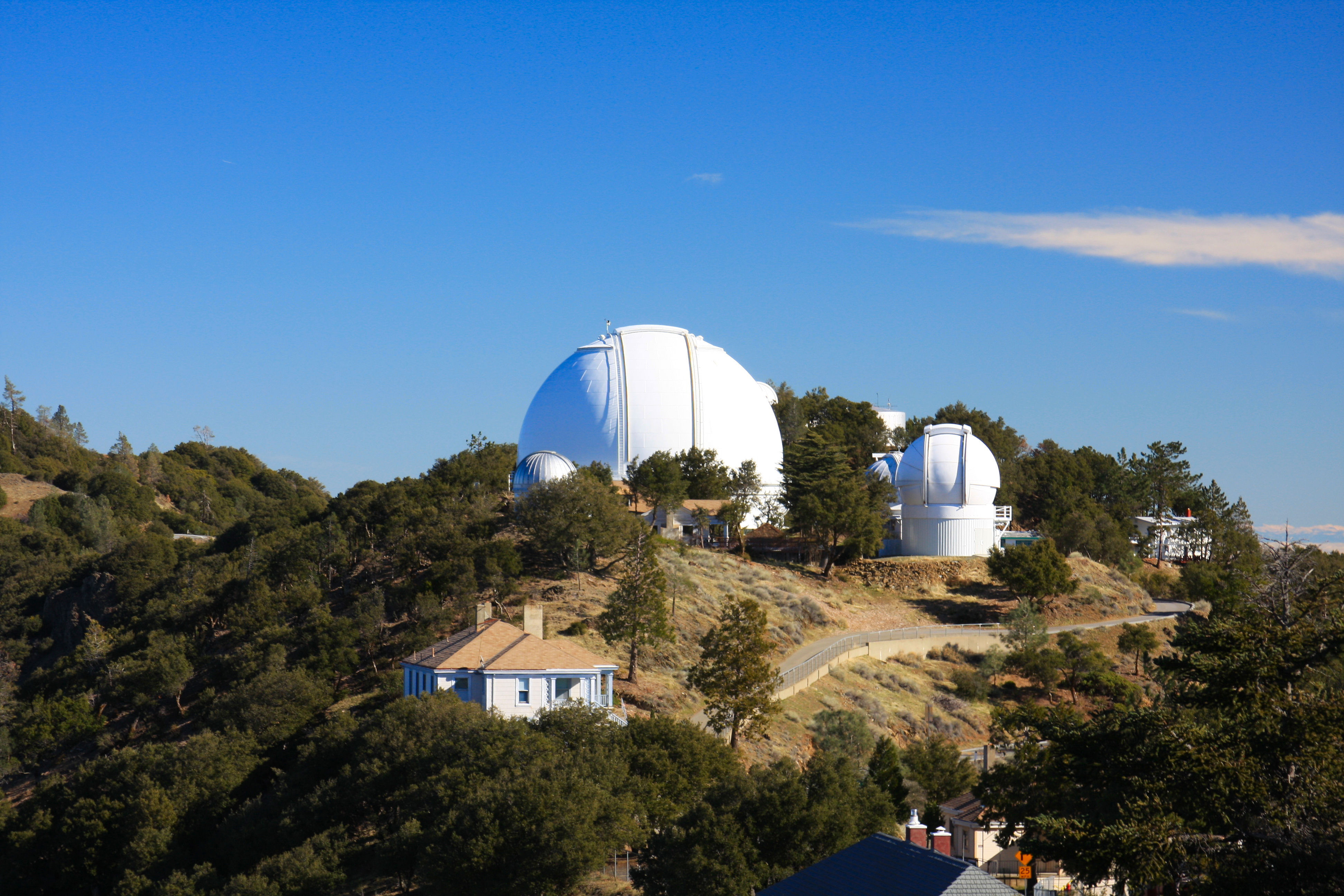
Lick Observatory in California

Das NIROSETI-Projekt basiert auf der Annahme, dass hypothetische kommunikative Außerirdische gepulste Laser-Signale sowohl im optischen, als auch im infraroten Spektrum aussenden könnten. Das nahe Infrarot bietet einen möglichen Weg für die Signalübertragung, da dort sowohl die interstellare Extinktion als auch der galaktische Hintergrund im Vergleich zu optischen Wellenlängen geringer ist. Die Nahinfrarot-Bänder sind noch weitgehend unerforscht, da Instrumente, die kurze Impulse von Infrarotlicht einfangen können, erst seit kurzer Zeit verfügbar sind.
Das NIROSETI-Instrument nutzt das optische 1-Meter-Anna L. Nickel-Teleskop am Lick Observatory in Kalifornien, um nach nah-Infraroten-(Laser)-Übertragungen außerirdischer Kommunikation oder Technosignaturen zu suchen. Dieses Projekt wurde von der Bill and Susan Bloomfield Foundation finanziert und basiert auf einem Vorgänger, dem Lick Optical SETI Instrument, das zwischen 2001 und 2006 betrieben wurde. Professor Shelley Wright leitet das Team, das das NIROSETI-Programm aufgebaut hat und betreibt.
Das NIROSETI-Gerät verwendet eine neue Generation von Nahinfrarot-Detektoren (900 bis 1700 nm), die bei −25 °C gekühlt werden und eine hohe Ansprechgeschwindigkeit (>1 GHz) und eine mit Photomultipliern vergleichbare Verstärkung bei gleichzeitig sehr geringem Rauschen und eine deutliche Reduzierung von Fehlalarmen aufweisen. Ihr Sichtfeld beträgt jeweils 2,5×2,5 Bogensekunden und konzentriert sich auf den Nachweis kurzer (Nanosekunden) gepulster Laseremissionen. Das NIROSETI-Instrument wird auch zur Untersuchung der Variabilität von sehr kurzen natürlichen Kurzzeitphänomenen bei Sternen im nahen Infrarot eingesetzt.

## Ziele
Die NIROSETI-Himmelsdurchmusterung ist für die Beobachtung von mehreren tausend Objekten über einige Jahre hinweg ausgelegt und hat am 28. Januar 2016 den vollen Betrieb aufgenommen. In einer klaren Beobachtungsnacht werden etwa 20 bis 30 Objekte beobachtet. Da infrarotes Licht weiter durch Gas und Staub im Interstellaren Medium dringt als sichtbares Licht, wird sich diese Suche auf Sterne erstrecken, die Tausende von Lichtjahren entfernt sind. Die anfängliche Zielstichprobe bestand hauptsächlich aus Hauptreihen- und Riesensternen, die weniger als 50 Parsecs von der Erde entfernt sind und aus der Zielliste des Breakthrough Listen Programms stammen.
Die Stichprobe der Ziele umfasst auch 82 Galaxien, da sie die nächstgelegenen Vertreter der fünf wichtigsten morphologischen Klassen von Galaxien darstellen (20 Spiralgalaxien, 36 elliptische Galaxien, 15 Zwerg-phäroiden, 9 irreguläre Galaxien und 2 linsenförmige Galaxien), sowie Sterne, die bei anderen gezielten SETI-Untersuchungen Alarm ausgelöst haben.
Ein wesentlicher Nachteil ist, dass die extraterrestrischen Lasersignale in Richtung des Sonnensystems gesendet werden müssten, um entdeckt zu werden.